# 威爾德1號彗星
威爾德1號彗星（63P/Wild）是太陽系中的一顆週期彗星，目前軌道周期為13.21年。

## 發現歷史
1960年3月26日，瑞士伯恩天文學院齊美爾瓦爾德天文台的保羅·維爾特在一張照相底片上首次發現威爾德1號彗星，他估計彗星亮度為14.3等。經過天文學家計算，確定彗星橢圓軌道周期為13.17年。
亞利桑那州弗拉格斯塔夫美國海軍天文台的伊麗莎白·羅默爾觀測到1973年彗星回歸，亮度為17.5等。雖然1986年，天文學家沒有發現它，但是1999年它被重新發現，亮度為12等。2013年的彗星回歸相當有利於觀測，亮度再次達到12等左右。
彗星核心半徑為2.9公里（1.8 英里），幾何反照率為 0.04。

## 外部連結
- 威爾德1號彗星 at the JPL Small-Body Database
  - Close approach · Discovery · Ephemeris · Orbit diagram · Orbital elements · Physical parameters

| 週期彗星                 | 週期彗星      | 週期彗星                         |
| ------------------------ | ------------- | -------------------------------- |
| 前一顆彗星 紫金山1號彗星 | 威爾德1號彗星 | 後一顆彗星 斯威夫特-赫雷爾斯彗星 |
| 週期彗星列表             |               |                                  |